# Zaischnopsis albispina
Zaischnopsis albispina är en stekelart som först beskrevs av Cameron 1884.  Zaischnopsis albispina ingår i släktet Zaischnopsis och familjen hoppglanssteklar. Inga underarter finns listade i Catalogue of Life.